# Pfälzer Oberlandbahn
| |                     |                                          |                                          |
| Kursbuchstrecke (DB): | ex 282c             |                                          |                                          |
| Kursbuchstrecke: | 282c (1946)         |                                          |                                          |
| Streckenlänge: | 22,8 km + 1,8 km    |                                          |                                          |
| Spurweite: | 1000 mm (Meterspur) |                                          |                                          |
| Stromsystem: | 1000 Volt =         |                                          |                                          |
| |                     |                                          |                                          |
| \| \| 0,0 \| Neustadt Hbf \| Neustadt Hbf \| \| \| 1,6 \| Neustadt Kiesstr. \| Neustadt Kiesstr. \| \| \| ? \| Neustadt Stadtgrenze \| Neustadt Stadtgrenze \| \| \| ? \| Hambach Grüne Insel (Bedarfshaltestelle) \| Hambach Grüne Insel (Bedarfshaltestelle) \| \| \| 2,9 \| Oberhambach \| Oberhambach \| \| \| 3,7 \| Mittelhambach \| Mittelhambach \| \| \| 4,6 \| Diedesfeld Ausweiche \| Diedesfeld Ausweiche \| \| \| 6,5 \| Maikammer Hindenburgstr. \| Maikammer Hindenburgstr. \| \| \| 6,8 \| Maikammer Franzplatz \| Maikammer Franzplatz \| \| \| 8,0 \| Ausweiche Weinsper \| Ausweiche Weinsper \| \| \| 9,1 \| Edenkoben Sankt-Martiner-Str. \| Edenkoben Sankt-Martiner-Str. \| \| \| 9,4 \| Edenkoben Tanzstr. (Hüner) \| Edenkoben Tanzstr. (Hüner) \| \| \| 10,0 \| Edenkoben Post (Engel) \| Edenkoben Post (Engel) \| \| \| 10,6 0,0 \| \| \| \| \| 1,8 \| Villa Ludwigshöhe \| Villa Ludwigshöhe \| \| \| 10,7 \| Edenkoben Betriebsbahnhof \| Edenkoben Betriebsbahnhof \| \| \| 12,1 \| Rhodt (Sonne) \| Rhodt (Sonne) \| \| \| 14,0 \| Hainfeld \| Hainfeld \| \| \| 15,7 \| Flemlingen \| Flemlingen \| \| \| 16,3 \| Ausweiche Böchingen \| Ausweiche Böchingen \| \| \| 16,5 \| Böchingen \| Böchingen \| \| \| 17,9 \| Drei Steine \| Drei Steine \| \| \| 19,0 \| Nußdorf \| Nußdorf \| \| \| ? \| Landau Schänzel \| Landau Schänzel \| \| \| 21,4 \| Landau Meßplatz \| Landau Meßplatz \| \| \| ? \| Landau Deutsches Tor \| Landau Deutsches Tor \| \| \| 22,0 \| Landau Gerberstr. \| Landau Gerberstr. \| \| \| ? \| Landau Ostbahnstraße \| Landau Ostbahnstraße \| \| \| 22,8 \| Landau Hbf \| Landau Hbf \| |                     |                                          |                                          |
| Kopfbahnhof Streckenanfang (Strecke außer Betrieb) | 0,0                 | Neustadt Hbf                             | Neustadt Hbf                             |
| Haltepunkt / Haltestelle (Strecke außer Betrieb) | 1,6                 | Neustadt Kiesstr.                        | Neustadt Kiesstr.                        |
| Haltepunkt / Haltestelle (Strecke außer Betrieb) | ?                   | Neustadt Stadtgrenze                     | Neustadt Stadtgrenze                     |
| Haltepunkt / Haltestelle (Strecke außer Betrieb) | ?                   | Hambach Grüne Insel (Bedarfshaltestelle) | Hambach Grüne Insel (Bedarfshaltestelle) |
| Haltepunkt / Haltestelle (Strecke außer Betrieb) | 2,9                 | Oberhambach                              | Oberhambach                              |
| Haltepunkt / Haltestelle (Strecke außer Betrieb) | 3,7                 | Mittelhambach                            | Mittelhambach                            |
| Bahnhof (Strecke außer Betrieb) | 4,6                 | Diedesfeld Ausweiche                     | Diedesfeld Ausweiche                     |
| Haltepunkt / Haltestelle (Strecke außer Betrieb) | 6,5                 | Maikammer Hindenburgstr.                 | Maikammer Hindenburgstr.                 |
| Haltepunkt / Haltestelle (Strecke außer Betrieb) | 6,8                 | Maikammer Franzplatz                     | Maikammer Franzplatz                     |
| Bahnhof (Strecke außer Betrieb) | 8,0                 | Ausweiche Weinsper                       | Ausweiche Weinsper                       |
| Haltepunkt / Haltestelle (Strecke außer Betrieb) | 9,1                 | Edenkoben Sankt-Martiner-Str.            | Edenkoben Sankt-Martiner-Str.            |
| Haltepunkt / Haltestelle (Strecke außer Betrieb) | 9,4                 | Edenkoben Tanzstr. (Hüner)               | Edenkoben Tanzstr. (Hüner)               |
| Haltepunkt / Haltestelle (Strecke außer Betrieb) | 10,0                | Edenkoben Post (Engel)                   | Edenkoben Post (Engel)                   |
| Strecke von links (außer Betrieb) · Abzweig geradeaus, nach rechts und von rechts (Strecke außer Betrieb) | 10,6 0,0            |                                          |                                          |
| Kopfbahnhof Streckenende (Strecke außer Betrieb) · Strecke (außer Betrieb) | 1,8                 | Villa Ludwigshöhe                        | Villa Ludwigshöhe                        |
| Bahnhof (Strecke außer Betrieb) | 10,7                | Edenkoben Betriebsbahnhof                | Edenkoben Betriebsbahnhof                |
| Haltepunkt / Haltestelle (Strecke außer Betrieb) | 12,1                | Rhodt (Sonne)                            | Rhodt (Sonne)                            |
| Haltepunkt / Haltestelle (Strecke außer Betrieb) | 14,0                | Hainfeld                                 | Hainfeld                                 |
| Haltepunkt / Haltestelle (Strecke außer Betrieb) | 15,7                | Flemlingen                               | Flemlingen                               |
| Bahnhof (Strecke außer Betrieb) | 16,3                | Ausweiche Böchingen                      | Ausweiche Böchingen                      |
| Haltepunkt / Haltestelle (Strecke außer Betrieb) | 16,5                | Böchingen                                | Böchingen                                |
| Haltepunkt / Haltestelle (Strecke außer Betrieb) | 17,9                | Drei Steine                              | Drei Steine                              |
| Haltepunkt / Haltestelle (Strecke außer Betrieb) | 19,0                | Nußdorf                                  | Nußdorf                                  |
| Haltepunkt / Haltestelle (Strecke außer Betrieb) | ?                   | Landau Schänzel                          | Landau Schänzel                          |
| Haltepunkt / Haltestelle (Strecke außer Betrieb) | 21,4                | Landau Meßplatz                          | Landau Meßplatz                          |
| Haltepunkt / Haltestelle (Strecke außer Betrieb) | ?                   | Landau Deutsches Tor                     | Landau Deutsches Tor                     |
| Haltepunkt / Haltestelle (Strecke außer Betrieb) | 22,0                | Landau Gerberstr.                        | Landau Gerberstr.                        |
| Haltepunkt / Haltestelle (Strecke außer Betrieb) | ?                   | Landau Ostbahnstraße                     | Landau Ostbahnstraße                     |
| Kopfbahnhof Streckenende (Strecke außer Betrieb) | 22,8                | Landau Hbf                               | Landau Hbf                               |

Die Pfälzer Oberlandbahn, im Volksmund kurz Oberlandbahn oder auch Die Schneck genannt, war eine mittels Oberleitung elektrisch betriebene Schmalspurbahn für Personenverkehr in der Vorder- und Südpfalz. Die Bahnstrecke war 22,8 km lang und führte ab dem Winter 1912/13 von Neustadt an der Haardt, das 1936 in Neustadt an der Weinstraße umbenannt wurde, im Norden über Edenkoben nach Landau in der Pfalz im Süden. 1936 wurde eine Zweigstrecke von Edenkoben zur Villa Ludwigshöhe hinauf eröffnet.
Nach dem Zweiten Weltkrieg bereitete der zunehmende Individualverkehr auf der Strecke immer größere Probleme. Deshalb wurde sie zwischen 1953 und 1955 schrittweise stillgelegt und anschließend abgebaut. Lediglich einzelne Relikte blieben erhalten.

## Verlauf

Oberlandbahn in Maikammer
Oberlandbahn in Edenkoben
Betriebsbahnhof mit Fahrzeughalle in Edenkoben

Von Neustadt über Hambach, Diedesfeld, Maikammer, Edenkoben, Hainfeld, Böchingen, Nußdorf bis Landau verband die Oberlandbahn die Gemeinden an der Deutschen Weinstraße miteinander. Dies waren vor allem Gemeinden, die westlich abseits der staatlichen Pfälzischen Maximiliansbahn am Rande der Haardt lagen. Im südlichen Abschnitt verlief die Strecke allerdings nicht immer entlang der Weinstraße.
Die Gleise verliefen auf der Straße oder – außerhalb der Ortschaften – am Straßenrand. Die Oberlandbahn war zunächst als Straßenbahn konzessioniert, ab 1933 galt sie als Kleinbahn. Die Spurweite betrug 1000 Millimeter (Meterspur), die Fahrleitungsspannung 1000 Volt Gleichstrom.
Die Oberlandbahn begann im Norden im Stadtzentrum von Neustadt an der Weinstraße vor dem Hauptbahnhof und führte in Richtung Süden durch die beiden heutigen Ortsteile Hambach und Diedesfeld. Von Maikammer bis Böchingen wurde der heutige Landkreis Südliche Weinstraße durchquert. Der südliche Endpunkt lag in der Stadt Landau.

## Geschichte

### Planung und Bau
Erste Bestrebungen, Neustadt und Landau mittels einer Lokalbahn zu verbinden, gab es bereits um das Jahr 1900. Ziel waren vor allem mehrere Winzerdörfer zwischen den beiden Städten, die abseits der Maximiliansbahn Neustadt–Landau–Winden–Wissembourg bzw. Karlsruhe lagen. Die Konzessionierung erfolgte am 4. Februar 1910. Allerdings wurde die Oberlandbahn nicht als Eisenbahn eingestuft, sondern als Straßenbahn, zum einen, weil in den Dörfern zum damaligen Zeitpunkt keine nennenswerte Industrie angesiedelt war, zum anderen, weil Bayern, zu dem die Pfalz damals gehörte, Bahnstrecken entweder nur als Eisenbahn oder nur als Straßenbahn konzessionierte.

### Fahrzeuge
Die zweiachsigen Fahrzeuge wurden von der Firma Herbrand in Köln gebaut und waren optisch den sogenannten „Finchen“-Zügen ähnlich, wie sie auch im Kölner Vorortverkehr verwendet wurden. Zur Erstausstattung gehörten zehn Motorwagen und zehn Beiwagen, die bald durch weitere zwei Motorwagen und fünf Beiwagen ergänzt wurden. Über den weiteren Verbleib ist nichts bekannt. Die zum Zeitpunkt der Einstellung des Betriebes schon über 40 Jahre alten Wagen sind vermutlich abgebrochen worden.

### 1912 bis 1929: Die Jahre unter der DEAG

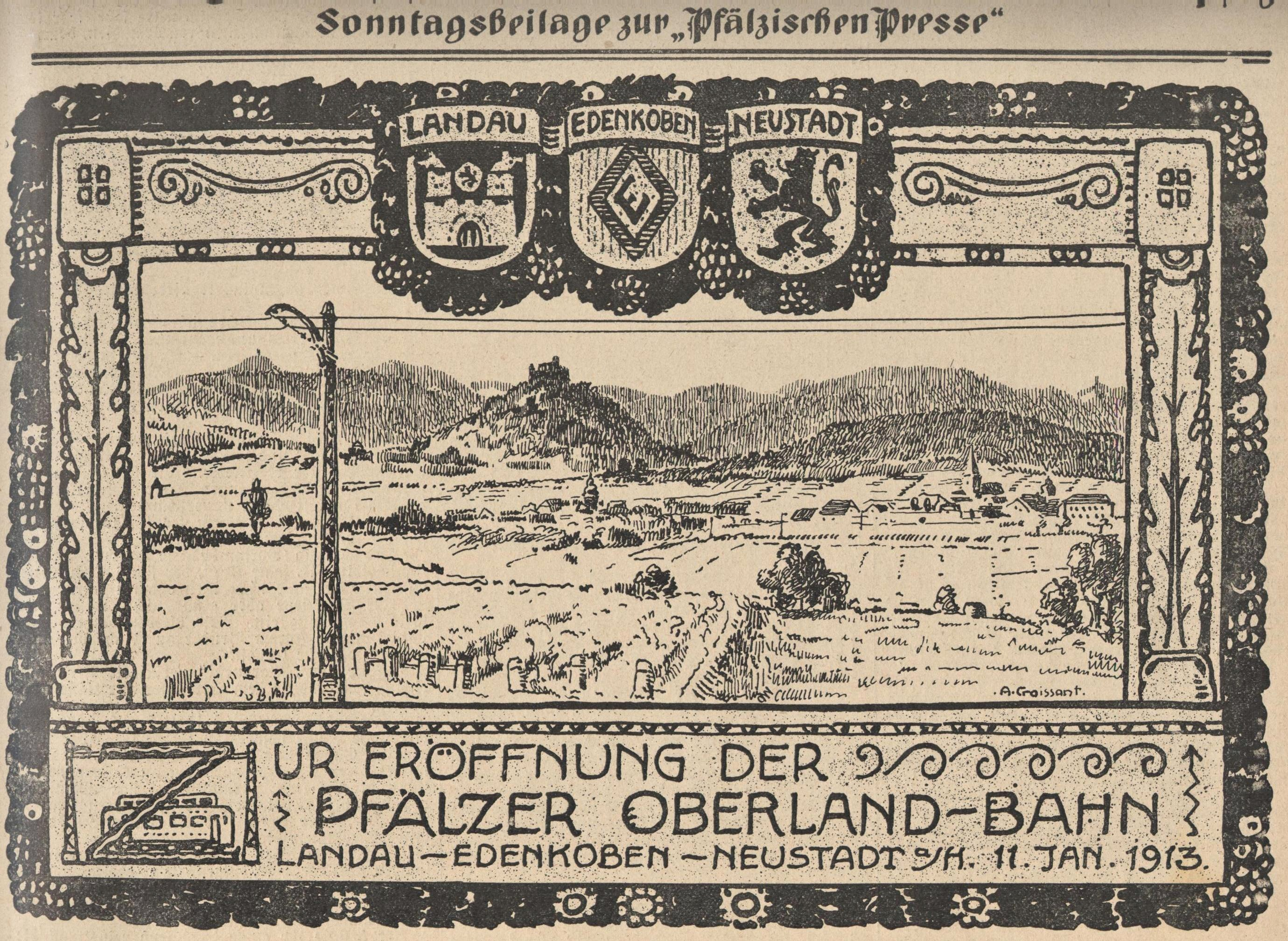
Werbeanzeige zur Eröffnung
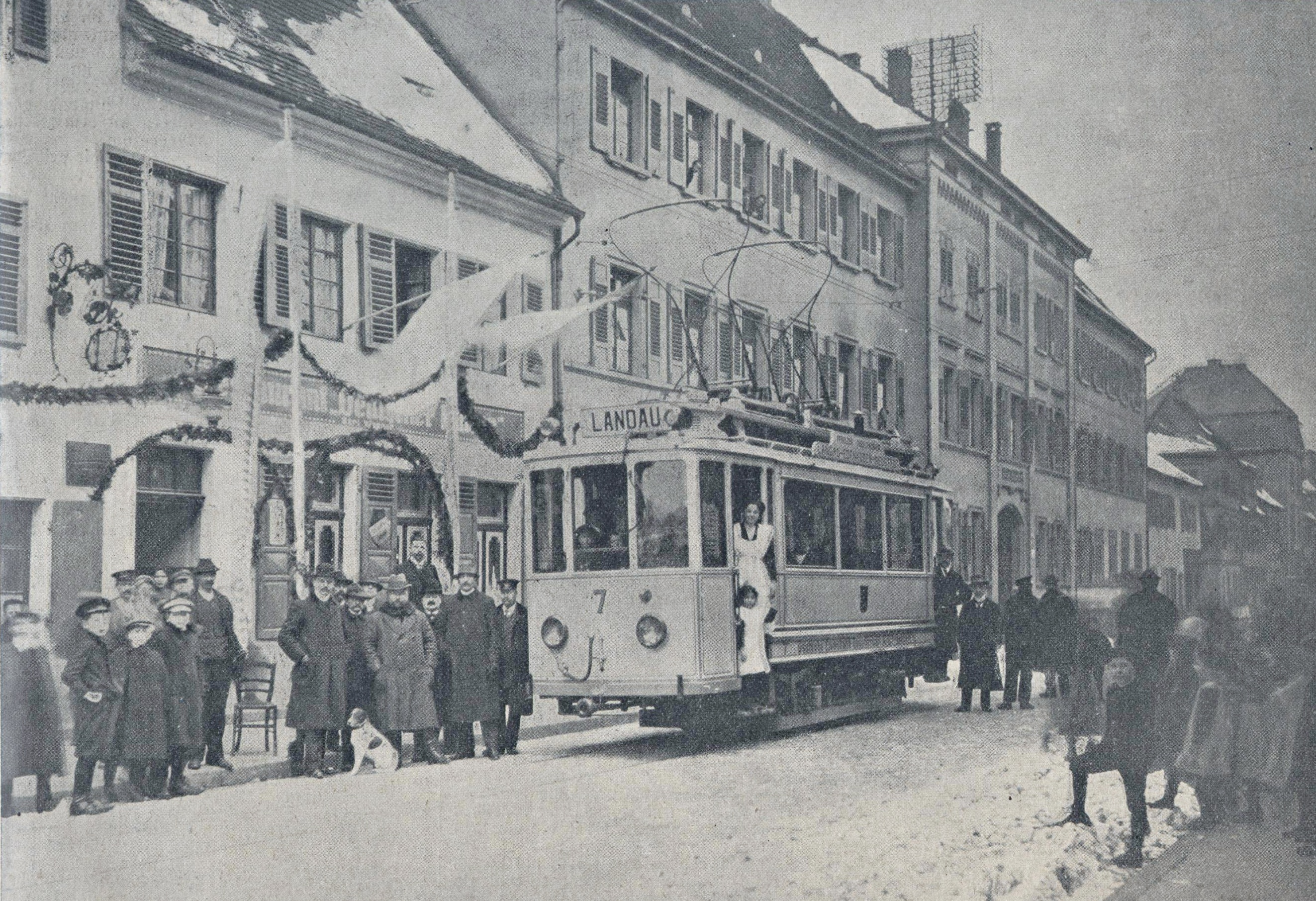
Oberlandbahn am Eröffnungstag in Landau, Königstraße

Die Eröffnung der nördlichen Hälfte der Bahnstrecke zwischen Neustadt und Edenkoben, wo der Betriebshof angesiedelt war, fand am 16. Dezember 1912 statt. Ab 13. Januar 1913 konnte die gesamte Strecke bis Landau befahren werden. Eigentümer war zunächst die Deutsche Eisenbahn-Gesellschaft AG (DEAG).
Wegen der beengten Platzverhältnisse in vielen der Winzerdörfer ereigneten sich auf der Strecke auch Unfälle. So entgleisten Fahrzeuge, es kam zu Zusammenstößen mit anderen Fahrzeugen, und sogar Radfahrer und Fußgänger wurden von den Zügen angefahren, teilweise mit tödlichen Folgen.

### 1929 bis 1955: Die Jahre unter der DEGA
Die DEAG ging 1929 in der AG für Verkehrswesen auf. Den Betrieb führte die Aktien-Gesellschaft für Bahn-Bau und -Betrieb (BBB), die 1929 den Namen Deutsche Eisenbahn-Gesellschaft AG übernahm, aber nun (DEGA) abgekürzt wurde.
Im Interesse des Tourismus wurde am 9. April 1936 die 1,8 km lange Zweigstrecke vom Depot in Edenkoben zum Schloss Villa Ludwigshöhe errichtet.
1942 gab es Bestrebungen, die Strecke in Neustadt bis zum dortigen Krankenhaus zu verlängern. Die folgenden Kriegsjahre bis 1945 verhinderten jedoch die Umsetzung dieser Pläne. Außer während des Zweiten Weltkriegs, als an die Planzüge offene Güterwagen angehängt wurden, die vor allem Marktgüter transportierten, diente die Strecke ausschließlich dem Personenverkehr.
Die Kriegs- und Nachkriegszeiten verhinderten eine Modernisierung oder gar Ausdehnung der Bahn. Mit der Zunahme des Straßenverkehrs kam es auch mehr und mehr zu gegenseitigen Behinderungen, besonders in den engen Ortsdurchfahrten. Schließlich entschloss man sich zur Stilllegung der Oberlandbahn. Diese begann am 1. Januar 1953 mit dem südlichen Abschnitt von Edenkoben nach Landau. Der Fahrbetrieb zur Villa Ludwigshöhe wurde am 17. Mai 1954 eingestellt. Der letzte Teilabschnitt Edenkoben–Neustadt folgte am 31. Januar 1955.
Als Ersatz wurde ab 31. Januar 1955 eine Omnibus-Linie eingerichtet. Die Betreibergesellschaft Weinstraßenverkehr Neustadt–Landau (WNL) existiert noch heute als PalatinaBus GmbH innerhalb der Connex-Gruppe. Diese Buslinie trägt heute die Nummer 501, allerdings weichen die Routen einzelner Fahrten häufig vom Streckenverlauf der Oberlandbahn ab und führen teilweise durch Orte, die nicht an der alten Bahnlinie lagen.

## Relikte
Vereinzelt, so beispielsweise in Landau und Edenkoben, gibt es Oberleitungsrosetten, die an die Oberlandbahn erinnern. Die einstige Wagenhalle in Edenkoben wurde nach der Streckenstilllegung in ein Busdepot umgewandelt, und Gleisreste befinden sich im Boden der Werkstatt. In Rhodt unter Rietburg ist noch ein Oberleitungsmast der Bahnlinie vorhanden. Diese Fundstellen sind Gegenstand der Eisenbahnarchäologie.

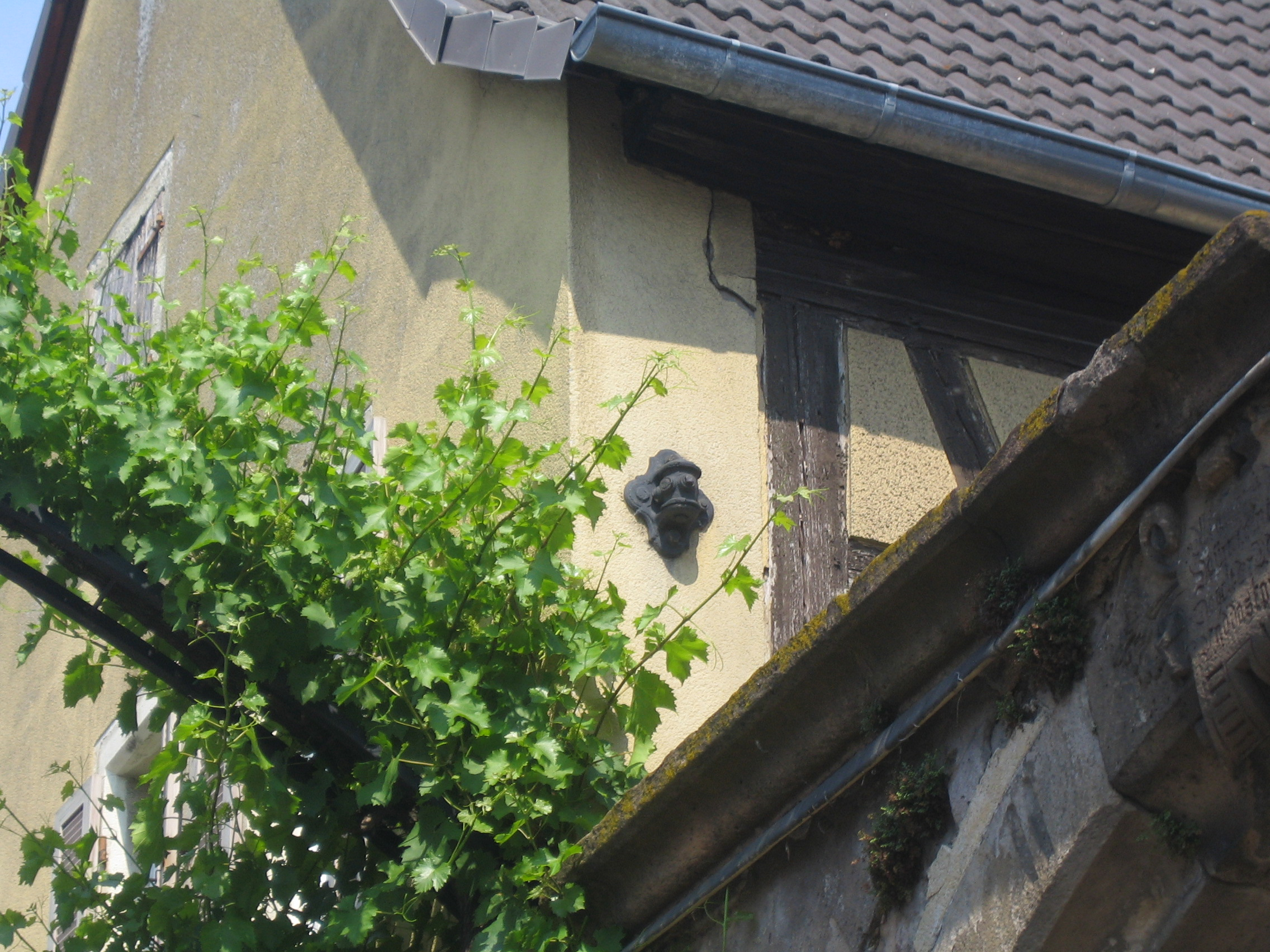
Oberleitungsrosette in Edenkoben, Obergasse 25
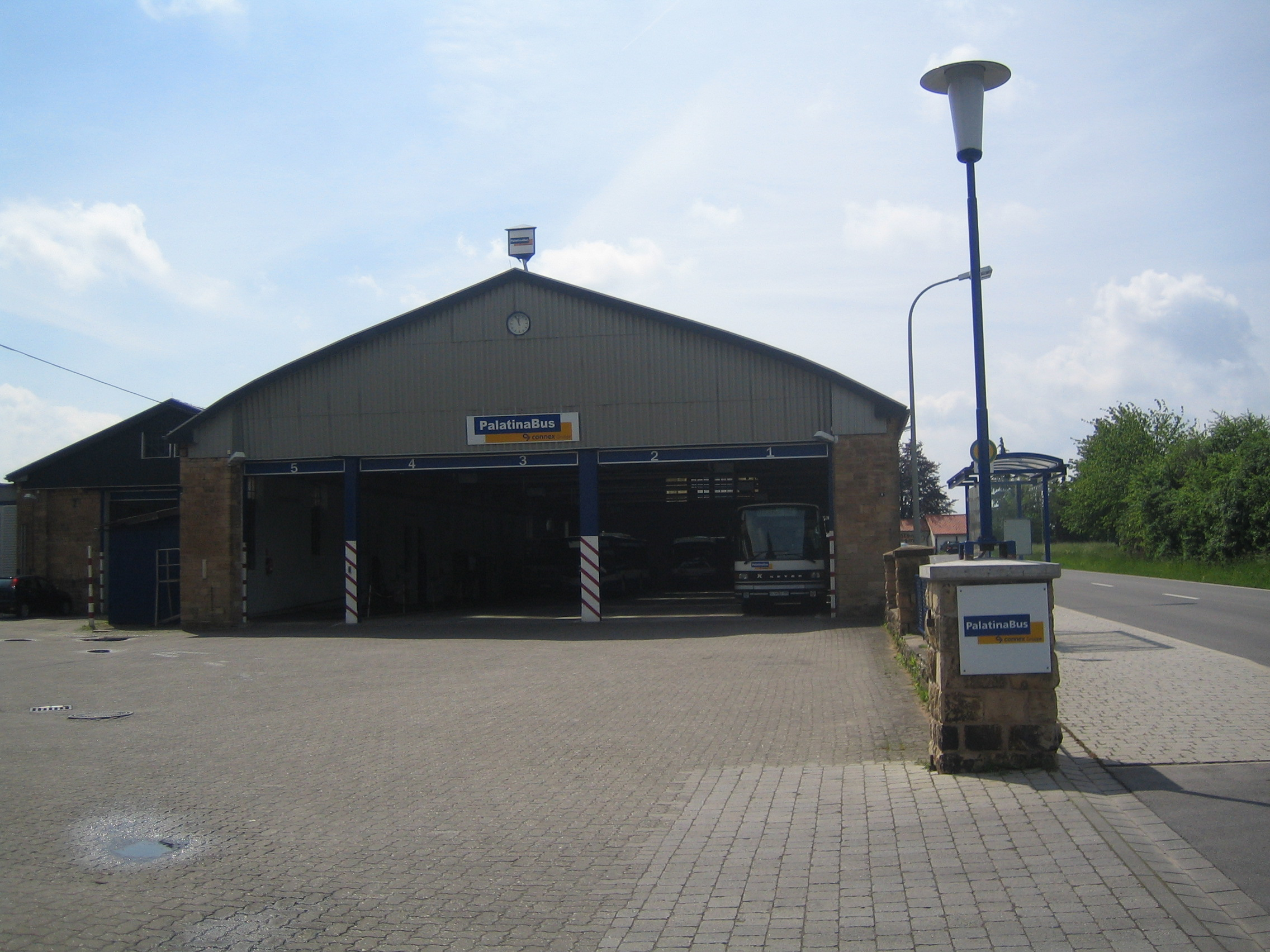
Busdepot in Edenkoben, einst Betriebsbahnhof der Oberlandbahn
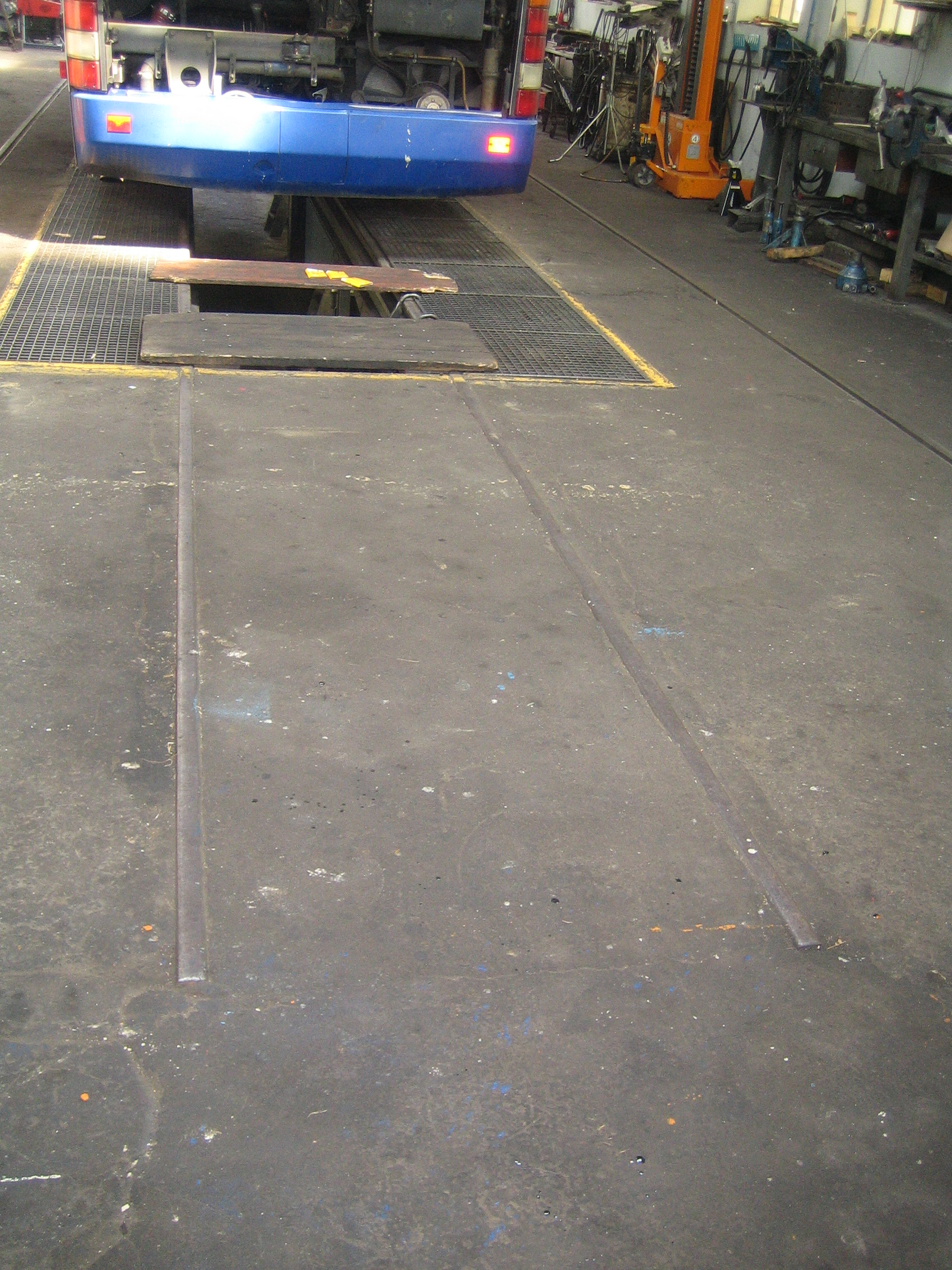
Gleisreste im heutigen Busdepot von Edenkoben
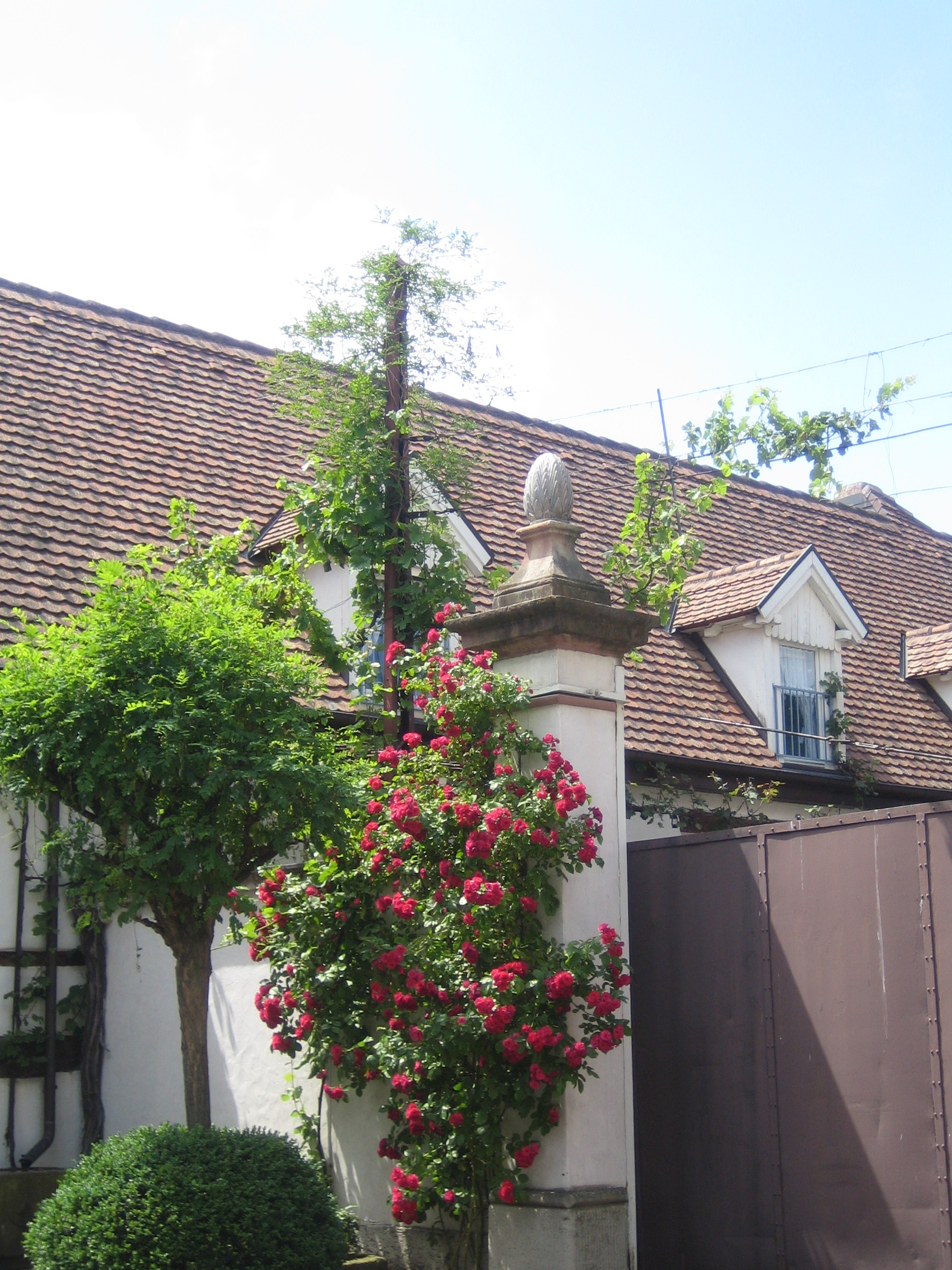
Oberleitungsmast in Rhodt unter Rietburg
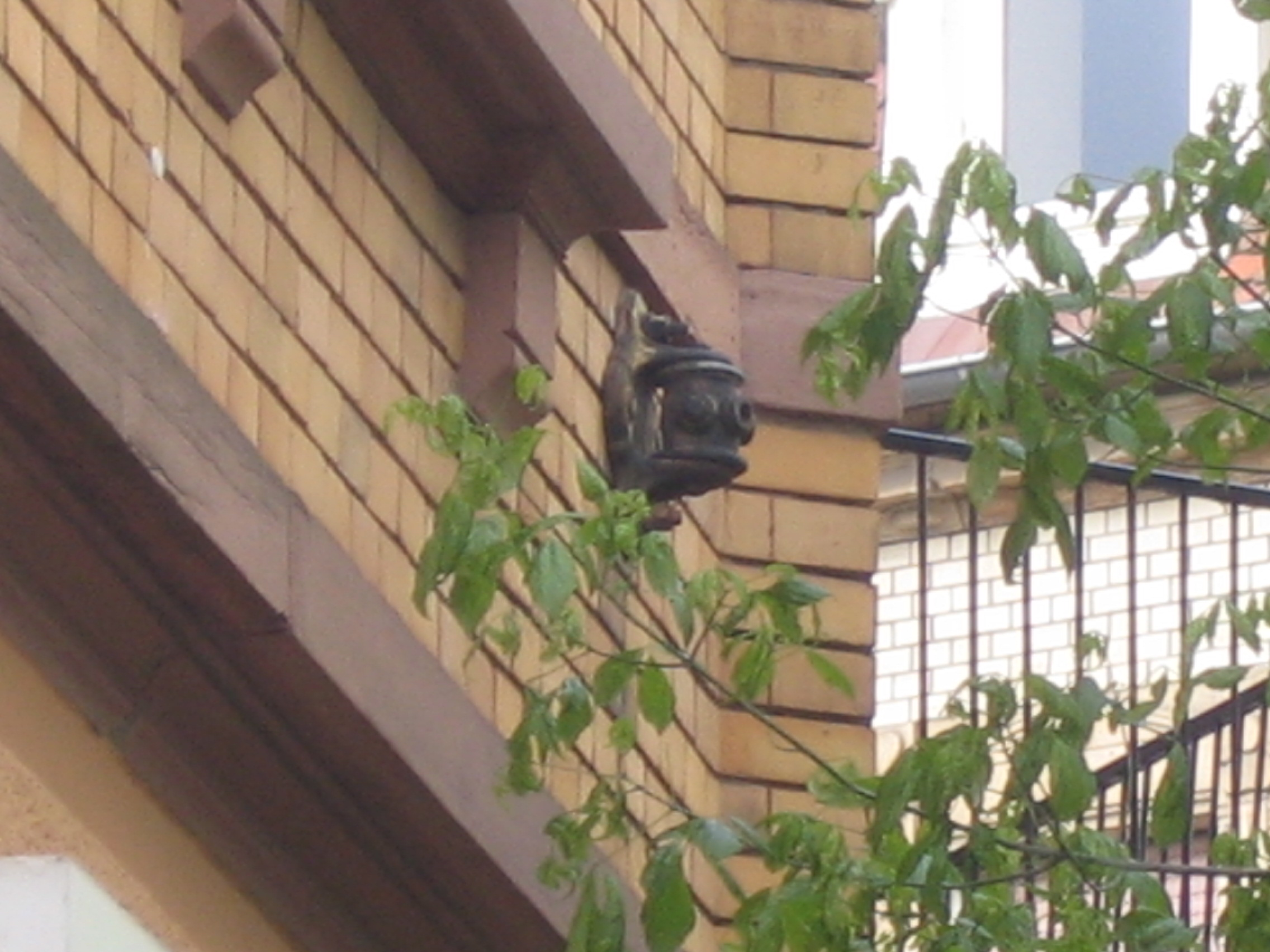
Oberleitungsrosette in Landau, Ostbahnstraße
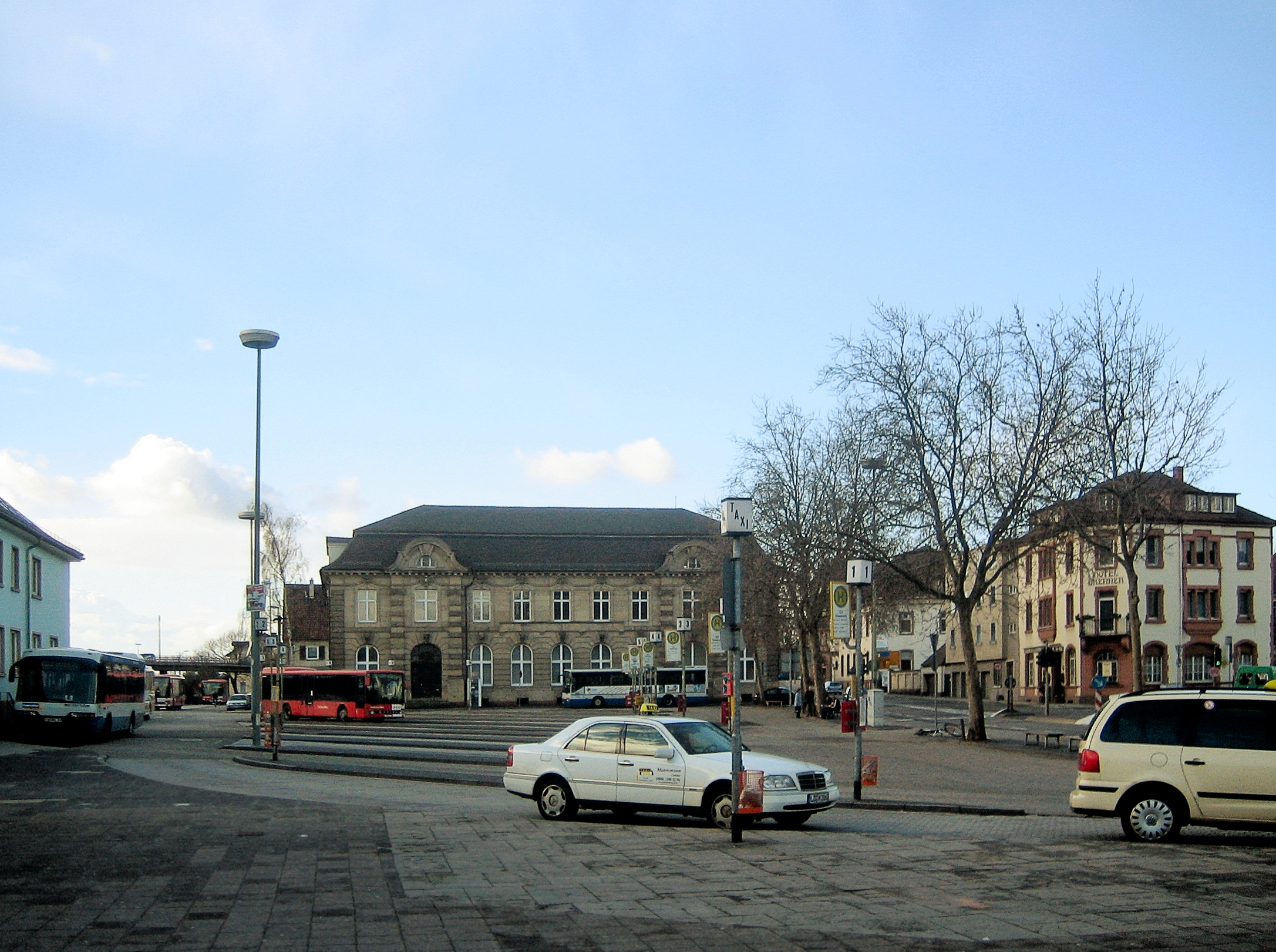
Ehemaliger Endpunkt auf dem Landauer Bahnhofsvorplatz